# Medaliści mistrzostw świata w kolarstwie górskim – cross-country E-MTB
Pełna lista medalistów i medalistek mistrzostw świata w kolarstwie górskim w cross-country E-MTB.

## Mężczyźni
| Rok  | Złoto          | Srebro         | Brąz                | Źródło |
| ---- | -------------- | -------------- | ------------------- | ------ |
| 2019 | Alan Hatherly  | Jérôme Gilloux | Julien Absalon      | [ 1 ]  |
| 2020 | Thomas Pidcock | Jérôme Gilloux | Simon Andreassen    | [ 2 ]  |
| 2021 | Jérôme Gilloux | Hugo Pigeon    | Christopher Blevins | [ 3 ]  |
| 2022 | Jérôme Gilloux | Hugo Pigeon    | Joris Ryf           | [ 4 ]  |

## Kobiety
| Rok  | Złoto               | Srebro             | Brąz                | Źródło |
| ---- | ------------------- | ------------------ | ------------------- | ------ |
| 2019 | Nathalie Schneitter | Maghalie Rochette  | Anneke Beerten      | [ 5 ]  |
| 2020 | Mélanie Pugin       | Kathrin Stirnemann | Nathalie Schneitter | [ 6 ]  |
| 2021 | Nicole Göldi        | Laura Charles      | Sofia Wiedenroth    | [ 7 ]  |
| 2022 | Nicole Göldi        | Justine Tonso      | Nathalie Schneitter | [ 8 ]  |